# Debren község
Debren község (románul: Comuna Dobrin) község Szilágy megyében, Romániában. Központja Debren, beosztott falvai Nagydoba, Nagymon, Nagymonújfalu, Szilágyszentkirály, Vérvölgy.

## Népessége
A 2011-es népszámlálás adatai alapján a község népessége 1660 fő volt.